# Tomás Gonzales Reátegui
José Tomás Gonzales Reátegui (Tarapoto, San Martín, 24 de abril de 1947) es un ingeniero y político peruano. Fue ministro de la Presidencia del Perú durante el gobierno de Alberto Fujimori, desde el 31 de diciembre de 1997 hasta el 6 de enero de 1999, y senador por la región San Martín en el disuelto periodo 1990-1992.

## Biografía
Tomás Gonzales Reátegui nació el 24 de abril de 1947 en Tarapoto, ciudad ubicada en el departamento de San Martín.
Es ingeniero de profesión y como político incursionó militando en el Partido Popular Cristiano de Luis Bedoya Reyes. Gonzales postuló a la Cámara de Diputados en las elecciones parlamentarias del año 1985, en la cual no tuvo éxito.
En las elecciones parlamentarias de 1990, postuló al Senado de la República por el Frente Democrático y resultó elegido para el periodo parlamentario 1990-1995 con 28,890 votos.
En el parlamento ejerció como primer secretario del Senado bajo la presidencia de Felipe Osterling. Sin embargo, el 5 de abril de 1992, su cargo fue disuelto por el autogolpe de estado decretado por el presidente Alberto Fujimori. Gonzales se mantuvo laborando como presidente del Consejo Transitorio de Administración Regional de Loreto, en donde mostraba su cercanía al régimen fujimorista.
El 31 de diciembre de 1997, Tomás Gonzales fue nombrado por Fujimori como ministro de la Presidencia del Perú, en reemplazo de Daniel Hokama, y en su gestión se construyó el bulevar de la Paz de Tarapoto y la alameda Shilcayo.
En el año 1999, Gonzales fue acusado de violar la ley electoral por supuesta propaganda y labor proselitista que habría realizado, en el ejercicio de su función pública, a favor de los candidatos Rolando Reátegui (sobrino de Gonzales) y William Guerra Valera, del movimiento fujimorista Vamos Vecino, a alcaldías en la Región San Martín. Tras la denuncia, se creó una comisión especial en el Congreso de la República para investigar la denuncias de que habría utilizado fondos públicos en beneficio de candidatos municipales aliados al gobierno. Asimismo, Gonzales fue el encargado de reclutar a exmiembros de su anterior partido, el Partido Popular Cristiano, para coordinar la participación de Vamos Vecino en las elecciones municipales del año 1998.
Gonzales decidió renunciar al cargo y se le investigó por haber tenido relación indirecta con un grupo de personas que precipitó, en la ciudad amazónica de Iquitos, una revuelta callejera que dejó seis personas muertas en el marco de la resistencia de la región a un acta de paz firmado con Ecuador. También se le denunció haber entregado 73 obras públicas de manera preferencial a sus allegados.
Fue condenado a prisión y salió en libertad en el año 2005.

### Vladivideo
En el año 1999, Gonzales junto con Luis Bedoya de Vivanco acudieron a reunirse con Vladimiro Montesinos en el Servicio de Inteligencia Nacional del Perú (SIN). Durante la reunión, Montesinos planea apoyar la candidatura de Bedoya a la alcaldía de distrito de Miraflores y evitar un triunfo de los candidatos Fernando Andrade y Jaime Salinas, ambos opositores al fujimorismo. Asimismo, Montesinos hace entrega de un soborno a Bedoya para su campaña electoral. Posteriormente en el año 2000, se hicieron público diversos “vladivideos” y en uno de ellos se encuentra la grabación de Bedoya con Gonzales, en las que ambos son luego procesados por el Ministerio Público.